# Tanja Dangalakova
Tanja Bogomilova Dangalakova (Sofija, 30. lipnja 1964.) umirovljena je bugarska plivačica prsnim načinom, olimpijska pobjednica u utrci na 100 metara prsnim načinom 1988. u južnokorejskom Seoulu. Osvajačica dvaju zlatnih odličja na Ljetnoj univerzijadi 1985. u japanskom Kobeu i europska prvakinja iste godine u Sofiji.
Plivanjem se počela baviti sa šest godina, pod vodstvom trenera Petera Kostova. Na Olimpijskim igrama 1980. u Moskvi bila je četvrta u svojoj skupini i ukupno deseta u utrci na 100 metara prsnim načinom.
Prvo odličje s velikih natjecanja osvojila je na Europskom prvenstvu 1983. u Rimu, gdje je bila brončana na 100 metara prsno.
Njezina kćer, Ana Dangalakova, također je plivačica mješovitim načinom te je nastupila na Olimpijskim igrama 2004. u Ateni.